# Curis-au-Mont-d'Or
Curis-au-Mont-d'Or és un municipi francès, situat a la metròpoli de Lió i a la regió de Alvèrnia - Roine-Alps. L'any 2007 tenia 994 habitants.

## Demografia

### Població
El 2007 la població de fet de Curis-au-Mont-d'Or era de 994 persones. Hi havia 358 famílies de les quals 61 eren unipersonals (22 homes vivint sols i 39 dones vivint soles), 112 parelles sense fills, 168 parelles amb fills i 17 famílies monoparentals amb fills.
La població ha evolucionat segons el següent gràfic:
Habitants censats

### Habitatges
El 2007 hi havia 388 habitatges, 358 eren l'habitatge principal de la família, 12 eren segones residències i 18 estaven desocupats. 330 eren cases i 58 eren apartaments. Dels 358 habitatges principals, 285 estaven ocupats pels seus propietaris, 63 estaven llogats i ocupats pels llogaters i 10 estaven cedits a títol gratuït; 6 tenien una cambra, 24 en tenien dues, 36 en tenien tres, 80 en tenien quatre i 213 en tenien cinc o més. 283 habitatges disposaven pel capbaix d'una plaça de pàrquing. A 120 habitatges hi havia un automòbil i a 216 n'hi havia dos o més.

### Piràmide de població
La piràmide de població per edats i sexe el 2009 era:
| Homes | Edats   | Dones |
| ----- | ------- | ----- |
| 0     | 95 o +  | 0     |
| 0     | 90 a 94 | 0     |
| 5     | 85 a 89 | 5     |
| 3     | 80 a 84 | 3     |
| 6     | 75 a 79 | 14    |
| 15    | 70 a 74 | 14    |
| 16    | 65 a 69 | 8     |
| 19    | 60 a 64 | 21    |
| 31    | 55 a 59 | 27    |
| 34    | 50 a 54 | 28    |
| 31    | 45 a 49 | 33    |
| 38    | 40 a 44 | 46    |
| 36    | 35 a 39 | 39    |
| 21    | 30 a 34 | 38    |
| 27    | 25 a 29 | 19    |
| 17    | 20 a 24 | 18    |
| 43    | 15 a 19 | 27    |
| 52    | 10 a 14 | 37    |
| 44    | 5 a 9   | 30    |
| 24    | 0 a 4   | 24    |

## Economia
El 2007 la població en edat de treballar era de 654 persones, 467 eren actives i 187 eren inactives. De les 467 persones actives 446 estaven ocupades (236 homes i 210 dones) i 22 estaven aturades (11 homes i 11 dones). De les 187 persones inactives 52 estaven jubilades, 87 estaven estudiant i 48 estaven classificades com a «altres inactius».

### Ingressos
El 2009 a Curis-au-Mont-d'Or hi havia 358 unitats fiscals que integraven 990,5 persones, la mediana anual d'ingressos fiscals per persona era de 26.576 €.

### Activitats econòmiques
Dels 38 establiments que hi havia el 2007, 5 eren d'empreses de construcció, 7 d'empreses de comerç i reparació d'automòbils, 2 d'empreses de transport, 3 d'empreses financeres, 2 d'empreses immobiliàries, 14 d'empreses de serveis, 2 d'entitats de l'administració pública i 3 d'empreses classificades com a «altres activitats de serveis».
Dels 5 establiments de servei als particulars que hi havia el 2009, 1 era una lampisteria, 3 electricistes i 1 saló de bellesa.
Dels 2 establiments comercials que hi havia el 2009, 1 era una botiga de més de 120 m² i 1 una botiga de roba.
L'any 2000 a Curis-au-Mont-d'Or hi havia 4 explotacions agrícoles.

## Equipaments sanitaris i escolars
El 2009 hi havia una escola elemental.

## Poblacions més properes
El següent diagrama mostra les poblacions més properes.